# Marie Bell
Marie Bell (ur. 23 grudnia 1900 w Bègles, zm. 15 sierpnia 1985 w Neuilly-sur-Seine) – francuska tragiczka i aktorka komediowa oraz reżyserka. Aktorka Comédie-Française.
W czasie niemieckiej okupacji uczestniczka francuskiego ruchu oporu. Od 1962 dyrektorka Théâtre du Gymnase w Paryżu, który później został nazwany jej imieniem. Zasiadała w jury konkursu głównego na 22. MFF w Cannes (1969).  
Została pochowana w Monako.

## Wybrana filmografia
- Molière, sa vie, son oeuvre (1922)
- Paris (1924)
- Kobiety jego życia (1934)
- Karnet balowy (1937)
- Lampart (1963)
- Błędne gwiazdy Wielkiej Niedźwiedzicy (1965)
- Hotel Paradiso (1966)
- Fedra (1968)
- Les Volets clos (1973)